# Perda auditiva neurossensorial
A perda auditiva neurossensorial ou sensorioneural é um transtorno neurossensorial complexo que tem como característica o prejuízo da discriminação de fala, reconhecimento, detecção e localização do som. Essa perda auditiva ocorre devido a danos nas estruturas da orelha interna ou do nervo vestíbulo coclear (VIII par craniano, também conhecido como nervo auditivo) e representa 90% de todas as perdas auditivas.
O termo “sensorial” é usado para descrever a perda auditiva que se acredita ser o resultado de um mau funcionamento fisiológico no ouvido interno ou nervo auditivo, já o componente "neural" da perda auditiva correlaciona-se com o mau funcionamento nervo auditivo ou próximo a ele e é perceptível quando um paciente tem má discriminação de palavras.
A perda auditiva sensorioneural é considerada multifatorial e é difícil estabelecer sua etiologia pois é resultante de uma complexa interação de fatores genéticos e ambientais.
Pacientes com dificuldade para ouvir, muitas vezes experimentam frustração, depressão e ansiedade relacionadas à perda de audição. É possível que uma perda auditiva adquirida aparente em uma idade mais avançada na verdade comece a se desenvolver em idade mais jovem, portanto identificar a perda auditiva precocemente pode prevenir dificuldades educacionais e de comunicação.
Os efeitos negativos da perda auditiva sensorioneural não se limitam ao dano na estrutura física, dentre eles também estão limitações de atividades, redução da habilidade de compreensão de fala e restrições na participação de eventos sociais, efeitos esses que influenciam no aspecto social e emocional do indivíduo, levando à redução da qualidade de vida. 

## Causas da perda auditiva sensorioneural
- Genética
- Exposição ao ruído
- Envelhecimento (presbiacusia)
- Drogas ototóxicas
- Homeostase de íons
- Doenças crônicas
- Perda auditiva súbita

As causas mais citadas para esse tipo de perda auditiva são traumas acústicos, envelhecimento, distúrbios vasculares, infecções virais, anormalidades genéticas, autoimunes e metabólicas ou drogas ototóxicas. A perda auditiva adquirida em crianças costuma ser relacionada à meningite ou lesão no ouvido interno, inclusive causadas pelos efeitos de medicações ototóxicas, enquanto em adultos é normalmente atribuída à exposição a ruído, trauma, drogas ototóxicas, presbiacusia ou síndrome de Meniére.
A maior parte das perdas auditivas mais graves tem causa genética, enquanto a maioria das perdas mais leves possuem causas ambientais. Além disso, em países desenvolvidos predominam perdas auditivas de causas genéticas, enquanto em países subdesenvolvidos ou em desenvolvimento predominam as causas adquiridas.
Numerosos estudos revelaram existem vários fatores genéticos responsáveis pela hereditariedade dessa perda, além disso, existem mais de 100 mutações genéticas responsáveis pelo seu aparecimento e mais de 400 síndromes genéticas associadas à perda auditiva. Mutações genéticas são uma das causas mais comuns de perda auditiva sensorioneural precoce.
Além de mutações, a perda auditiva também pode resultar de fatores ambientais que incluem certos medicamentos, infecções específicas antes ou após o nascimento e exposição a ruídos altos por um período prolongado.  O desenvolvimento da orelha interna ocorre durante o primeiro trimestre da gravidez e distúrbios nesta fase, sejam devido a mutações genéticas ou distúrbios ambientais, podem resultar em perda auditiva.
Outra causa da perda auditiva é o processo de envelhecimento do sistema auditivo, nomeado presbiacusia. Com o envelhecimento ocorrem alterações sensorioneurais importantes que levam o indivíduo a apresentar dificuldades de comunicação, que como consequência podem levar essas pessoas ao isolamento para evitar situações desconfortáveis.
Se os trabalhadores forem expostos a ruído excessivo, devem utilizar equipamento de 
proteção pessoal. Mas a investigação científica demonstrou que eles são ineficazes.

## Classificação da perda auditiva sensorioneural
A perda auditiva neurossensorial varia e é classificada de acordo com diferentes características como quando teve seu início, podendo ocorrer ainda em idades mais jovens, e se é estável ou progressiva. A perda auditiva que se desenvolve após o nascimento é referida como perda auditiva "adquirida" e seu início é definido como pré-lingual quando se manifesta antes da aquisição da linguagem e como pós-lingual quando se sabe ter ocorrido após o desenvolvimento da fala. Também pode ser classificada como unilateral ou bilateral e seu grau pode variar desde a dificuldade para entender a fala suave (leve) até a incapacidade de ouvir ruídos altos (profunda). 
| Graus de perda auditiva | Criança*        | Adulto*         | Desempenho                                                                    |
| ----------------------- | --------------- | --------------- | ----------------------------------------------------------------------------- |
| Audição normal          | 0-15 dB         | 0-25 dB         | Nenhuma ou pequena dificuldade Capaz de ouvir cochichos                       |
| Leve                    | 16-30 dB        | 26-40 dB        | Capaz de ouvir e repetir palavras em um volume normal a um metro de distância |
| Moderado                | 31-60 dB        | 41-60 dB        | Capaz de ouvir e repetir palavras em volume elevado a um metro de distância   |
| Severo                  | 61-80 dB        | 61-80 dB        | Capaz de ouvir palavras em voz gritada próximo a melhor orelha                |
| Profundo                | Maior que 81 dB | Maior que 81 dB | Incapaz de ouvir e entender mesmo em voz gritada na melhor orelha             |

| Tipo de DA     | Características                                                                       |
| Condutiva      | Limiares de VO ≤ 15 dBNA e limiares de VA > 25 dBNA, com gap aéreo-ósseo ≥ 15 dB      |
| Sensorioneural | Limiares de VO > 15 dBNA e limiares de VA > 25 dBNA, com gap aéreo-ósseo de até 10 dB |
| Mista          | Limiares de VO > 15 dBNA e limiares de VA > 25 dBNA, com gap aéreo-ósseo ≥ a 15 dB    |

## Perda auditiva congênita
Embora a perda auditiva congênita possa ser de natureza condutiva ou relacionada ao transtorno do espectro da neuropatia auditiva, a maioria se enquadra em perda auditiva neurossensorial. É importante notar que todas as perdas auditivas congênitas são pré-linguais, entretanto nem todas as perdas pré-linguais são congênitas.
A perda auditiva congênita é normalmente herdada como resultado de uma mutação genética ou resultado de infecções pré-natais como rubéola toxoplasmose, citomegalovírus ou herpes.  Até 80% das perdas congênitas ocorrem devido à causas genéticas, os 20% restantes estão relacionados à causas secundárias ao ambiente ou adquiridas. As perdas relacionadas à genética ou hereditariedade podem ser subdivididas em sindrômicas, que representam 20%, ou não sindrômicas, dependendo da existência ou não de malformações ou condições médicas envolvendo outros sistemas orgânicos associados à perda auditiva.
O tratamento desse perda auditiva dependerá do tipo e da causa da condição

## Achados audiológicos
- Paciente pode se queixar de zumbido;[15]
- Exame de meatoscopia normal;

- Limiares auditivos apresentam via aérea alterada (maior que 25 dBNA) e via óssea alterada (maior que 15 dBNA); GAP aéreo/ósseo (diferença entre via aérea e via óssea) menor ou igual a 10 dBNA;[16]
- No exame de timpanometria, a curva é do tipo A;
- Os reflexos acústicos, dependendo do grau da perda auditiva, podem estar presentes demonstrando recrutamento ou ausentes;[17]
- No exame das Emissões Otoacústicas, quando de origem coclear, apresenta ausência;
- No exame do Potencial Evocado Auditivo de Tronco Encefálico (PEATE) quando a perda é de grau leve ou moderado, de origem coclear, as latências das ondas I, III e V e os interpicos IIII, III-V e I-V encontram-se normais em forte intensidade.[18] Já para perdas auditivas maiores que 60 dBNA, geralmente a onda I está ausente e a onda V pode apresentar atraso na latência.[19]